# La neige fond toujours au printemps
 (mai 2025).
Motif : Rien trouvé d'exploitable en source
- Archive Wikiwix
- Bing
- Cairn
- DuckDuckGo
- E. Universalis
- Gallica
- Google
- G. Books
- G. News
- G. Scholar
- Persée
- Qwant
- (zh) Baidu
- (ru) Yandex
- (wd) trouver des œuvres sur Wikidata

| 1. | Préciser le motif de la pose du bandeau. | Précisez le motif de la pose du bandeau en utilisant la syntaxe suivante : {{admissibilité à vérifier\|date=mai 2025\|motif=remplacez ce texte par le motif}}                                            |
| 2. | Informer les utilisateurs concernés.     | Pensez à avertir le créateur de l'article, par exemple, en insérant le code ci-dessous sur sa page de discussion : {{subst:avertissement admissibilité à vérifier\|La neige fond toujours au printemps}} |

La neige fond toujours au printemps est un roman de Gilbert Bordes publié en 1998.

## Résumé
En aout 1944, Janvier et Antoine, père et fils, sont tués par les maquisards près de leur ferme en Corrèze. Virginie reste avec ses deux orphelins, Pascal et Jacques, et sa belle mère Hortense. Son beau frère Ernest, gère la ferme. Virginie est enlevée par les maquisards, marquée d'une croix gammée sur la poitrine, jugée par un tribunal populaire, et libérée. A St Etienne, en 1945, arrivent des polonais qui embauchent à la mine. Parmi eux, Anna, amnésique, maternée par Maria. Hortense meurt en 1949 et la ferme est vendue. Anna s'installe couturière à St Etienne. Un jour, Maria découvre qu'Anna est marquée d'une croix gammée et la chasse. Anna rencontre Aristide, montreur d'ours, qui l'emmène à Condrieu où elle travaille sa vigne. Elle couche avec Aristide et son amnésie fond comme la neige au printemps, elle redevient Virginie. Elle va revoir ses fils à Tulle. Aristide meurt. En 1962, Virginie est couturière à Brive. Jacques rachète la ferme. Virginie vit avec Paul, ancien maitre valet de la ferme.